# Sosane fauveli
Sosane fauveli är en ringmaskart som beskrevs av Maurice Caullery 1944. Sosane fauveli ingår i släktet Sosane och familjen Ampharetidae. Inga underarter finns listade i Catalogue of Life.